# Liste von Söhnen und Töchtern der Stadt Belém (Pará)
Die Liste von Söhnen und Töchtern der Stadt Belém zählt Personen auf, die in der brasilianischen Metropole Belém, der Hauptstadt des Bundesstaates Pará geboren wurden. Die Liste erhebt keinen Anspruch auf Vollständigkeit.

## 19. Jahrhundert
- Ambrósio Leitão da Cunha (1825–1898), Politiker
- Guilherme Parãense (1884–1968), Sportschütze, erster Olympiasieger Brasiliens

## 20. Jahrhundert

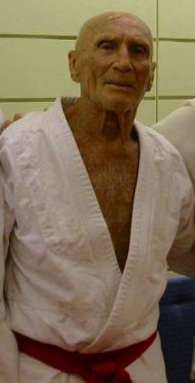
Hélio Gracie

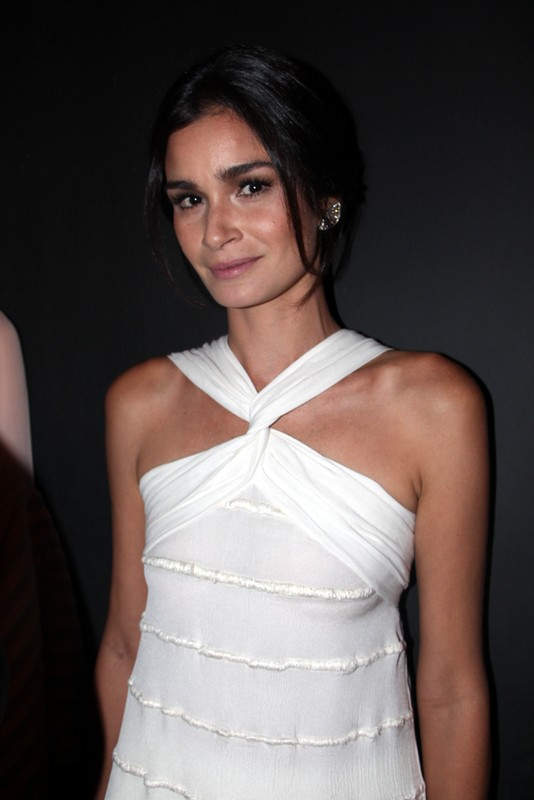
Caroline Ribeiro

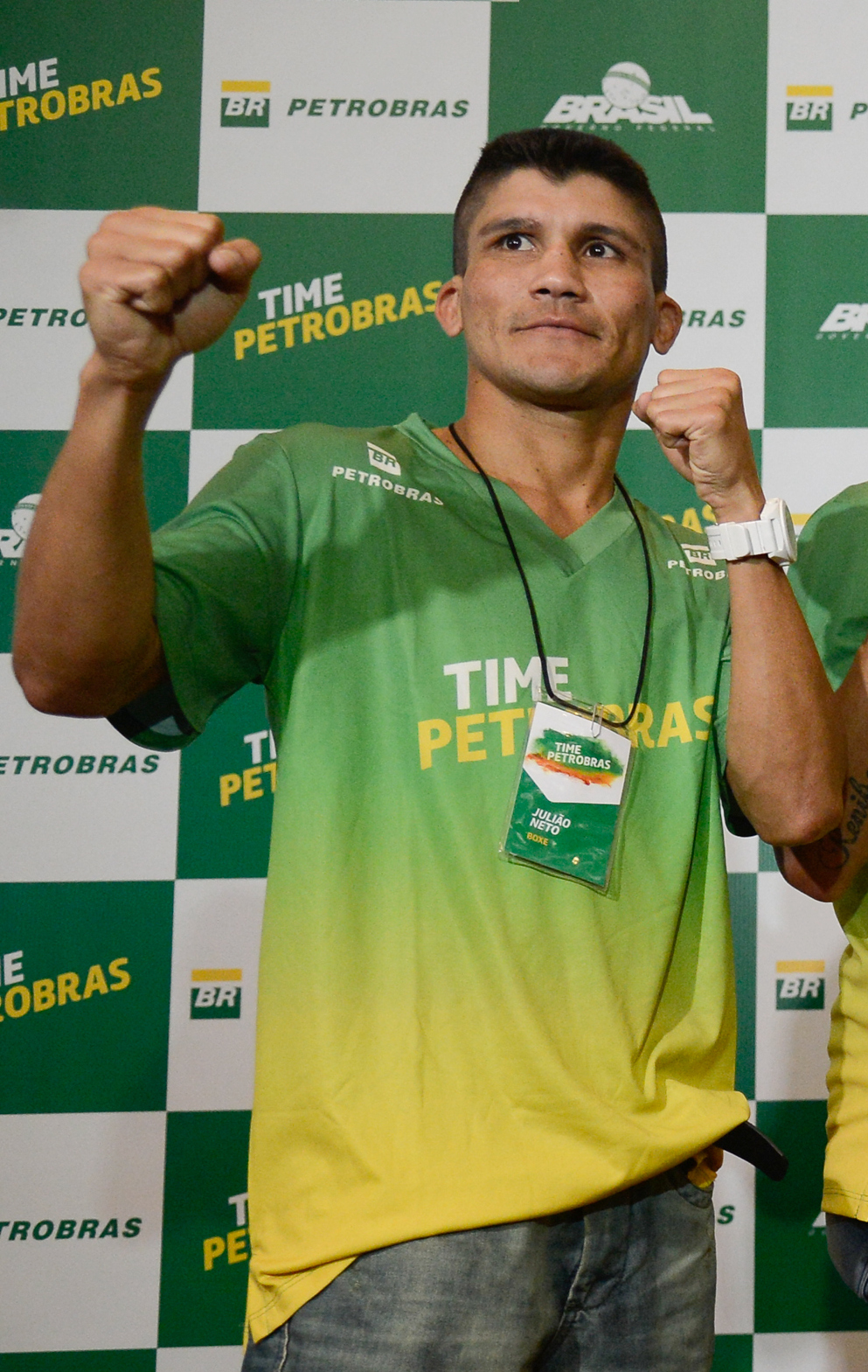
Julião Neto

- Deoclecio Redig de Campos (1905–1989), Kunsthistoriker und Museumsleiter im Vatikan
- João Amazonas (1912–2002), marxistischer Theoretiker, Politiker und Guerillakämpfer
- Hélio Gracie (1913–2009), Kampfsportler
- Aluísio Napoleão de Freitas Rego (1914–2006), Diplomat und Schriftsteller
- Alberto Gaudêncio Ramos (1915–1991), römisch-katholischer Geistlicher, Erzbischof von Belém do Pará
- Carlos de Oliveira (1921–1981), portugiesischer Schriftsteller
- Benedito Nunes (1929–2011), Philosoph, Kunstkritiker, Autor und Hochschullehrer
- João Clemente Baena Soares (1931–2023), Diplomat
- Lucio Flavio Pinto (* 1949), Journalist und Soziologe
- Sócrates (1954–2011), Fußballspieler, Arzt und politischer Aktivist
- Fafá de Belém (* 1956), Sängerin
- Paulo Vitor (* 1957), Fußballtorwart
- Leila Pinheiro (* 1960), Bossa Nova-Sängerin und Pianistin
- Giovanni Silva de Oliveira (* 1972), Fußballspieler
- Fumaça (* 1973), Fußballspieler
- Caroline Ribeiro (* 1979), Model
- Harison da Silva Nery (* 1980), Fußballspieler
- Vivian Cunha (* 1980), Beachvolleyballspielerin
- Julião Neto (* 1981), olympischer Boxer
- Magnum Rafael Farias Tavares (* 1982), Fußballspieler
- Myke Carvalho (* 1983), Boxsportler und Olympionike
- Márcia Dantas (* 1987), Journalistin und Fernsehmoderatorin
- Paulo Henrique Chagas de Lima (* 1989), Fußballspieler
- Rony Lopes (* 1995), Fußballspieler
- Carlos Neto (* 1996), Fußballspieler
- Ramon Tanque (* 1998), Fußballspieler
- Renato Andrew Lima de Carvalho (* 1999), Beachvolleyballspieler